# Nilaparvata lugens
Espèce
Nilaparvata lugens (la cicadelle brune, fulgoride brun ou jasside brun du riz) est une espèce d'insectes hémiptères de la famille des Delphacidae.
Cette petite cicadelle brune, décrite par le naturaliste Stål au milieu du XIXe siècle,  est un insecte suceur qui se nourrit principalement de la sève des plants émergés de riz (Oryza sativa L.) dans les rizières. Son autre plante hôte est Leersia hexandra.
Cette cicadelle se montre de plus en plus résistante aux insecticides. 
Elle peut pulluler dans les milieux eutrophes (trop riches en azote) et traités par les insecticides.
Elle est devenue l'un des parasites les plus problématiques pour la riziculture (qui nourrit environ la moitié de la population humaine mondiale).
Elle est susceptible de véhiculer et d'inoculer au moins deux virus pathogènes du riz cultivé qui est sa principale plante-hôte : le virus du rabougrissement rugueux (RRSV, Rice ragged stunt virus) et le virus du rabougrissement herbacé (RGSV, rice grassy stunt virus).

## Répartition
C'est une espèce envahissante notamment là où elle a développé des résistances aux insecticides et où les insecticides sont utilisés.
On la trouve dans les pays suivants : Australie, Bangladesh, Bhoutan, Cambodge, Chine, îles Fidji, Inde, Indonésie, Japon, Corée du Nord, Corée du Sud, Laos, Malaisie, Myanmar, Népal, Pakistan, Papouasie-Nouvelle-Guinée, Philippines, Sri Lanka, Taïwan, Thaïlande et Vietnam.

## Biologie, écologie
La température optimale pour le développement de l'espèce est de 25 °C, jusque 30 °C environ. 

Ses œufs sont très vulnérables à la déshydratation.
La cicadelle brune est dimorphique ; c'est-à-dire qu'elle présente deux formes, l'une avec des ailes entièrement « macroptères » (principalement chez des individus migrants), et l'autre avec des ailes tronquées et de type brachyptères.
La « forme migrante » colonise de nouvelles rizières, s'installe sur les plants de riz, en y produisant sa prochaine génération au sein de laquelle la plupart des insectes femelles seront brachyptériformes et les mâles macroptériformes.

## Reproduction
Les adultes s'accouplent habituellement le jour de l'émergence. 

Les femelles commencent à pondre dès le lendemain ; Les femelles brachyptères pondent de 300 à 350 œufs, alors que les femelles macroptères en pondent moins. Les œufs sont généralement alignés le long de la région médiane de la gaine foliaire. Ils éclosent au bout de six à neuf jours.
Les nymphes nouvellement écloses sont d'un blanc cotonneux puis virent au brun pourpre en une heure. 
Elles se nourrissent de la sève des plantes et passent par cinq stades pour former des adultes.

## Dégâts
Cette cicadelle infeste le riz à tous les stades de son développement, nymphes et adultes pouvant coexister sur la même plante.
La salive de nombreuses espèces de cicadelles contient des molécules puissamment phytotoxiques.
Au stade précoce d'infestation, des taches jaunes, rondes, apparaissent qui deviennent ensuite brunes, puis les plantes fortement infestées jaunissent et se dessèchent comme brûlées (' hopper burn ' pour les anglophones).
L'abus d'insecticides favorise fortement cette cicadelle en tuant ses ennemis alors qu'elle y résiste,,.
Au Nord de Sumatra selon la FAO, les infestations de cicadelle brune ont surtout touché les zones où de l'endosulfan a servi (vainement) pour lutter contre l'escargot doré (Pomacea canaliculata) introduit et devenu envahissant et problématique pour les cultures, induisant une augmentation de 300 % du prix du riz. Dans ces zones, l'escargot n'a pas été détruit, mais un grand nombre de ses ennemis naturels ont régressé ou disparu (grenouilles, serpents, etc.). « Dans cet environnement dépourvu d'ennemis naturels, la cicadelle brune a pu se multiplier rapidement » ; « Des milliers de fermiers qui ont suivi les stages de formation à la protection intégrée et qui cultivent aujourd'hui le riz sans avoir recours aux pesticides n'ont pas été touchés par l'invasion de cicadelle brune au cours de cette campagne » constate Andrew Bartlett.

## Mesures de lutte et de gestion
En 2010, le gouvernement thaï a annoncé une initiative visant à paradoxalement faire diminuer les populations de ce parasite en réduisant l'usage des insecticides, dont l'abamectine et la cypermethrine, avec les encouragements de l'institut international de recherche sur le riz (IRRI),.
En décembre 2011, l'IRRI a tenu une conférence au Viêt Nam pour alerter sur les effets de l'abus des insecticides et sur les alternatives et mesures de lutte intégrée et de restauration écologique (mitigation).
Les semenciers cherchent à breveter et vendre des variétés éventuellement hybrides de riz plus résistants (ex variétété IR64),.

## Prédateurs naturels
Ce sont des prédateurs insectivores inféodés aux milieux humides tels que libellules, guêpes, araignées, araignées d'eau, petits oiseaux insectivores). Ils ont beaucoup régressé à cause des pesticides et de l'artificialisation de l'environnement ou parce qu'on les a chassés (oiseaux) ou parce qu'ils ont été empoisonnés par un usage récurrent de pesticides depuis plusieurs décennies.
Les prédateurs théoriquement les plus présents sur le riz sont deux araignées de rizières (ex : Pardosa pseudoannulata et Araneus inustus).

## Impact du changement climatique
Les recherches récentes laissent penser que les nymphes de cette espèces vivent souvent déjà à la limite supérieure des températures qu'elles peuvent tolérer. Le réchauffement climatique ou des périodes occasionnellement très chaudes en régions tropicales pourraient limiter la survie et la distribution de ce parasite (si la cicadelle ne s'y adapte pas)